# Орлик-Рюкеманн, Вильгельм
Вильгельм Орлик-Рюкеманн (пол. Wilhelm Orlik-Rückemann; 1 августа 1894, Львов, Австро-Венгрия, — 18 октября 1986, Оттава, Канада) — бригадный генерал Войска Польского. Последний главнокомандующий Корпуса Охраны Границы.

## Биография
Вильгельм Орлик-Рюкеманн родился 1 августа 1894 года во Львове в польской семье еврейской национальности. В 1910—1911 годах создал скаутский отряд «Zarzewia» в 1-й реальной гимназии Львова, в 1912 году начал учёбу в местном Политехническом университете на факультете дорожно-мостового строительства. Однако учёбу прервала Первая мировая война.
Был женат на Розе Фаянс, которая происходила из известной варшавской семьи, владельцев, в том числе, судоходной кампании на Висле и общественных деятелей еврейской общины Варшавы.
В августе 1914 года вступил в Польский Легион. Был офицером 6-го пехотного полка. В 1917 году, после кризиса воинской присяги, был переведен в императорско-королевскую армию. Служил в ней, в том числе, в 19-м стрелковом полку. В 1918 году окончил курс офицеров резерва.
4 ноября 1918 года перешёл в Войско Польское. Во время польско-украинской войны в 1919 году попал в плен, однако был освобождён после подписания союза между Пилсудским и Петлюрой.
Во время советско-польской войны показал себя отличным командиром. 16 августа 1920 года получил командование над 1-м танковым полком и командовал им до 1921 года.
В 1921 году получил разрешение добавить к своей изначальной фамилии Рюкеманн дополнительно «Орлик».
В 1921—1922 годах был инспектором бронетанковых частей при департаменте пехоты министерства военных дел. В период с 1922 года до мая 1927 года вновь командовал 1-м танковым полком. Окончил курс танковых командиров во французской Высшей военной школе. 30 апреля 1927 года был назначен на должность начальника отдела бронетанковых войск V инженерного департамента министерства военных дел. В январе 1928 года был назначен на должность второго командира дивизионной пехоты 23-й Верхнесилезской пехотной дивизии в Катовице. С 6 декабря 1930 до 31 июля 1931 года был слушателем V курса Центра высшего военного обучения в Варшаве. После окончания курса вернулся в 23-ю пехотную дивизию на должность первого командира дивизионной пехоты.
27 февраля 1932 года принял командование 9-й пехотной дивизией. 21 декабря 1932 года президент Польши Игнацы Мосцицкий присвоил ему звание бригадного генерала со старшинством с 1 января 1933 года в корпусе генералов. В декабре 1938 года был переведён на должность заместителя главнокомандующего пограничных сил Польши, а 31 августа 1939 года принял командование этими подразделениями.
После начала Сентябрьской войны командовал немногочисленными оставшимися у него после переброски на запад силами при охране восточной границы страны. После вступления Советского Союза в войну силы Корпуса Охраны Границы оказали упорное сопротивление, которое, однако, носило скорее символический характер из-за подавляющего превосходства Красной армии (на один батальон пограничников приходился целый советский корпус).
Рюкеманн принял решение пробиваться со всеми подчинёнными ему войсками в направлении Варшавы и частей оперативной группы «Полесье» генерала Клееберга. 20-22 сентября сосредоточил большую часть не связанных боем подразделений с двухсоткилометрового участка границы с СССР и начал продвижение в направлении столицы. Его группа насчитывала около 9 тысяч человек, имела также две последние артиллерийские батареи и небольшой запас боеприпасов и продовольствия. Тяжёлые столкновения с Красной армией и диверсантами привели к тому, что Рюкеманн отдал приказ дать советским частям решающий бой, чтобы поднять моральный дух своих воинов.
Ночью с 27 на 28 сентября его подразделения приблизились к посёлку Шацк. После смелой атаки посёлок был взят, а обороняющая его советская 52-я стрелковая дивизия понесла тяжёлые потери.
30 сентября находящаяся в кольце окружения группировка пограничников переправилась через Западный Буг и вышла к деревне Вытычно. 1 октября 1939 года подразделения Корпуса Охраны Границы были атакованы советской 45-й стрелковой дивизией. После суточной упорной обороны генерал Рюкеманн отдал приказ о расформировании подразделения и отходе малыми группами.
Большая часть сохранивших боеспособность отрядов ушла под покровом ночи лесами на оперативную территорию SGO «Полесье», практически без потерь личного состава.
Вильгельм Орлик-Рюкеманн пробрался в Литву, затем в Швецию. Оттуда, благодаря помощи польского консульства, в конце октября прибыл в Великобританию.
До конца войны Орлик-Рюкеманн занимал различные штабные должности. В 1945—1947 годах служил в Генеральной инспекции польского корпуса дислокации и интендантства в Великобритании.
В 1947 году генерал Вильгельм Орлик-Рюкеманн вышел в отставку и остался в эмиграции. Первоначально жил в Лондоне, а в 1972 году переехал к семье в Канаду. Умер в Оттаве 18 октября 1986 года. Похоронен на местном кладбище.

## Производство в чины
- подпоручик — 9 августа 1915
- поручик — 11 октября 1915
- подполковник — 3 мая 1922 с подтверждением старшинства с 1 июня 1919 года и 164 номером в корпусе офицеров пехоты
- полковник — 1 декабря 1924 со старшинством с 15 августа 1924 и 32 номером в корпусе офицеров пехоты
- бригадный генерал — 21 декабря 1932 со старшинством с 1 января 1933 и 2 номером в корпусе генералов

## Награды
- Серебряный крест ордена «Virtuti Militari»
- Командор ордена Возрождения Польши
- Крест Независимости
- Крест Храбрых (четырежды)
- Золотой Крест Заслуги
- Медаль Независимости
- Медаль «10-летие обретения независимости»
- Знак за ранения и контузии